# 荀勗
荀 勗（じゅん きょく、? - 289年）は、中国三国時代の魏から西晋にかけての政治家。字は公曾。豫州潁川郡潁陰県（現在の河南省許昌市）の人。曹操に仕えた荀攸・荀彧とは同族で、荀勗は荀爽の曾孫にあたる。荀棐の孫で、荀肸の子。荀連・荀輯・荀藩・荀組の父（他六子）。母は鍾繇の娘（鍾会の異母姉）。娘は西晋の愍帝の母。

## 生涯
十余歳の頃、外祖父である鍾繇から曾祖父の荀爽のようになるだろうと称された。始めは曹爽の元に仕えたが、司馬懿らのクーデター（高平陵の変）で曹爽一党が殺害されると、曹爽の門生故吏は連座を恐れて誰も曹爽の葬儀に出ようとしなかった。しかし荀勗が一人で葬儀に参列したので、他の者も参列した。果たして葬儀の参列が咎められることはなかった。地方に出て安陽県令となり、治績が評価されたので中央に呼び戻され、司馬昭の側近として魏の簒奪に協力するようになった。
景元4年（263年）、司馬昭から蜀漢攻略の大将を誰にするか問われた際、鄧艾と鍾会を推挙した。鍾会が反乱を企て敗死すると、甥にあたる荀勗を洛陽に還すよう郭奕と王深は主張したが、司馬昭はこれらを退け、以前と同様に荀勗を信任した。
泰始元年（265年）、司馬炎（武帝）が皇帝に即位する際、賈充・王沈・羊祜・裴秀らとともに中心的役割を果たし、魏が滅んで晋が成立すると、皇帝となった司馬炎から大いに寵愛を受けた。羊祜が呉を討伐すべきと進言したときは、賈充と共にこれを諌めている。さらに晋の制度である泰始律令の制定に関与するなど、武帝の政治に貢献した。『三国志』の著者である陳寿の才能を同僚の張華と共に高く評価していたが、陳寿の記した『魏志』に対して不満を抱いていたため（『晋書』陳寿伝では政敵である張華が陳寿を昇進させようとしたためとある）、吏部に諷して中央から遠ざけ、郡太守に左遷させている。また、優れた音律家でもあった荀勗は、朝廷の楽律を整備した際阮咸に陰で非難されたことを根に持ち、始平太守に左遷した。
こうした政敵への讒言や、武帝に対する阿諛追従のため、佞臣として忌み嫌われていたことが『晋書』に見られる。武帝の弟である斉王司馬攸もその一人で、「中書監荀勗・侍中馮紞、皆自ら進み諂諛するに、攸、素より之を疾む」とある。聡明で政治にも明るい司馬攸は、暗愚な太子の補佐、さらには武帝の後継に相応しい人物として、朝の内外を問わず期待を寄せられていた。しかし荀勗は馮紞とともに言葉巧みに武帝へ働きかけ、司馬攸をその領地である斉へ赴任させてしまった。司馬攸は憤りから病にかかり死去した。また賈充の娘賈南風を、皇太子司馬衷に娶わせるよう武帝に勧めたことは、後に西晋王朝を崩壊に導く結果となったことから、後世強く批判されることになった。武帝自身も当初からこの結婚には気が進まず、その後も彼女を廃そうと考えたこともあったが、その度に荀勗が言葉を尽くして思いとどまらせたといわれている。
その後も、武帝の側近中の側近として重用されたが、それをいいことに傲慢な態度をとることが多かったため、遂に武帝の寵愛を失い、彼自身も尚書令への昇進という形ではあったが、機密から遠ざけられた。憤懣やる方なく、人に昇進を祝われるも「我が鳳凰池を奪われたというのに、何を祝うというのか！」と返したという。太康10年（289年）11月に死去した。
その人格品行や言動には批判が多い一方で、文化的事業に関する貢献は大きく、秘書監として汲郡から出土した竹書を整理したり、宮中の書籍の分類を行ったりしている。特に今日の漢籍分類の基本である『四部分類』は、彼が著した図書目録である『中経新簿』の分類が原点となっている。